# Palazzo Leonetti
Il palazzo Leonetti è un palazzo liberty di Napoli; si trova lungo la via dei Mille, nel Rione Amedeo, all'interno del quartiere Chiaia, ed è la sede del Consolato Britannico e del Consolato Spagnolo.
Il palazzo, di superficie pari a circa 13.000 mq, venne progettato dall'architetto Giulio Ulisse Arata e dall'ingegnere Gioacchino Luigi Mellucci tra il 1908 e il 1910; nel progetto originario esso avrebbe dovuto essere adibito ad albergo, ma la destinazione fu cambiata in case d'affitto. La tipologia costruttiva dell'edificio è influenzata dalle presenze storiche della via: infatti è caratterizzato da una pianta ad "U", creando quindi uno spazio destinato a giardino come avviene in Palazzo d'Avalos del Vasto.
Le decorazioni esterne sono d'ispirazione classica come si nota dai timpani delle finestre, ma è presente anche una pregevole decorazione floreale in stucco e le balaustre metalliche dei balconi si rifanno al gusto modernista.